# I Dream of Genie
"I Dream of Genie" is een aflevering van de Amerikaanse televisieserie The Twilight Zone.

## Plot

### Opening
Meet Mr. George P. Hanley, a man life treats without deference, honor or success. Waiters serve his soup cold. Elevator operators close doors in his face. Mothers never bother to wait up for the daughters he dates. George is a creature of humble habits and tame dreams. He's an ordinary man, Mr. Hanley, but at this moment the accidental possessor of a very special gift, the kind of gift that measures men against their dreams, the kind of gift most of us might ask for first and possibly regret to the last, if we, like Mr. George P. Hanley, were about to plunge head-first and unaware into our own personal Twilight Zone.
— Rod Serling

### Verhaal
Een man genaamd George Hanley vindt op een dag een oude lamp. In de lamp blijkt een djinn te zitten die hem één wens aanbiedt.
In plaats van snel iets te wensen, probeert George eerst goed te overwegen wat zijn wens voor gevolgen kan hebben. Eerst denkt hij erover na om voor “liefde” te wensen en beeldt zich in dat hij dan zal trouwen met een mooie actrice. Zijn droombeeld wordt wreed verstoord wanneer hij beseft dat dit huwelijk waarschijnlijk niet lang stand zal houden omdat zijn vrouw altijd met haar werk bezig zal zijn.
Zijn tweede gedachte is wensen voor rijkdom, maar hij vreest dat enorme rijkdom ook grote verveling met zich mee zal brengen. Als derde optie denkt hij erover na om grote macht te wensen en ziet zichzelf al als President van de Verenigde Staten. Maar ook dit droombeeld wordt verstoord wanneer George zich realiseert dat de president een grote verantwoordelijkheid draagt. Bang dat hij niet in staat zal zijn de juiste keuzes te maken in een crisistijd laat hij ook dit idee voor wat het is.
Daarmee komt George tot de conclusie dat hij niet geschikt is voor iets wat de meeste mensen zouden wensen. Daarom besluit hij tot een zeer ongewone wens. Wat die wens is, wordt nog niet onthuld.
In de volgende scène vindt een zwerver eveneens een lamp bij het vuilnis. Uit deze lamp komt een andere djinn. Hij biedt de zwerver drie wensen aan, op voorwaarde dat de zwerver de lamp naderhand terug zal leggen in de afvalbak zodat een iemand anders hem kan vinden. Terwijl de zwerver nog verbaasd naar de djinn staat te kijken, draait de camera en krijgt de kijker te zien dat de nieuwe djinn niemand minder is dan George Hanley.

### Slot
Mr. George P. Hanley. Former vocation: jerk. Present vocation: genie. George P. Hanley, a most ordinary man whom life treated without deference, honor or success, but a man wise enough to decide on a most extraordinary wish that makes him the contented, permanent master of his own altruistic Twilight Zone.

## Rolverdeling
- Howard Morris: George P. Hanley
- Jack Albertson: djinn
- Molly Dodd: May
- Milton Parsons: PR-man
- Patricia Barry: Ann
- Mark Miller: Roger

## Notities
- Deze aflevering is later uitgegeven op volume 34 van de dvd-collectie.